# Kloster Ås

Siegel des Klosters Ås von 1377 mit der Inschrift "S'QVENTUS S'MARIE DE ASYLO"

Das Kloster Ås ist eine ehemalige Zisterzienserabtei im heutigen Schweden.

## Lage
Das Kloster lag in der Nähe der Mündung des Flusses Viskan in den Kattegat, rund 14 Kilometer nördlich von Varberg in Halland, damals in Dänemark, und unmittelbar nördlich der Ortschaft Åskloster. Auf dem Gelände finden sich noch zwei Ruinenhügel.

## Geschichte

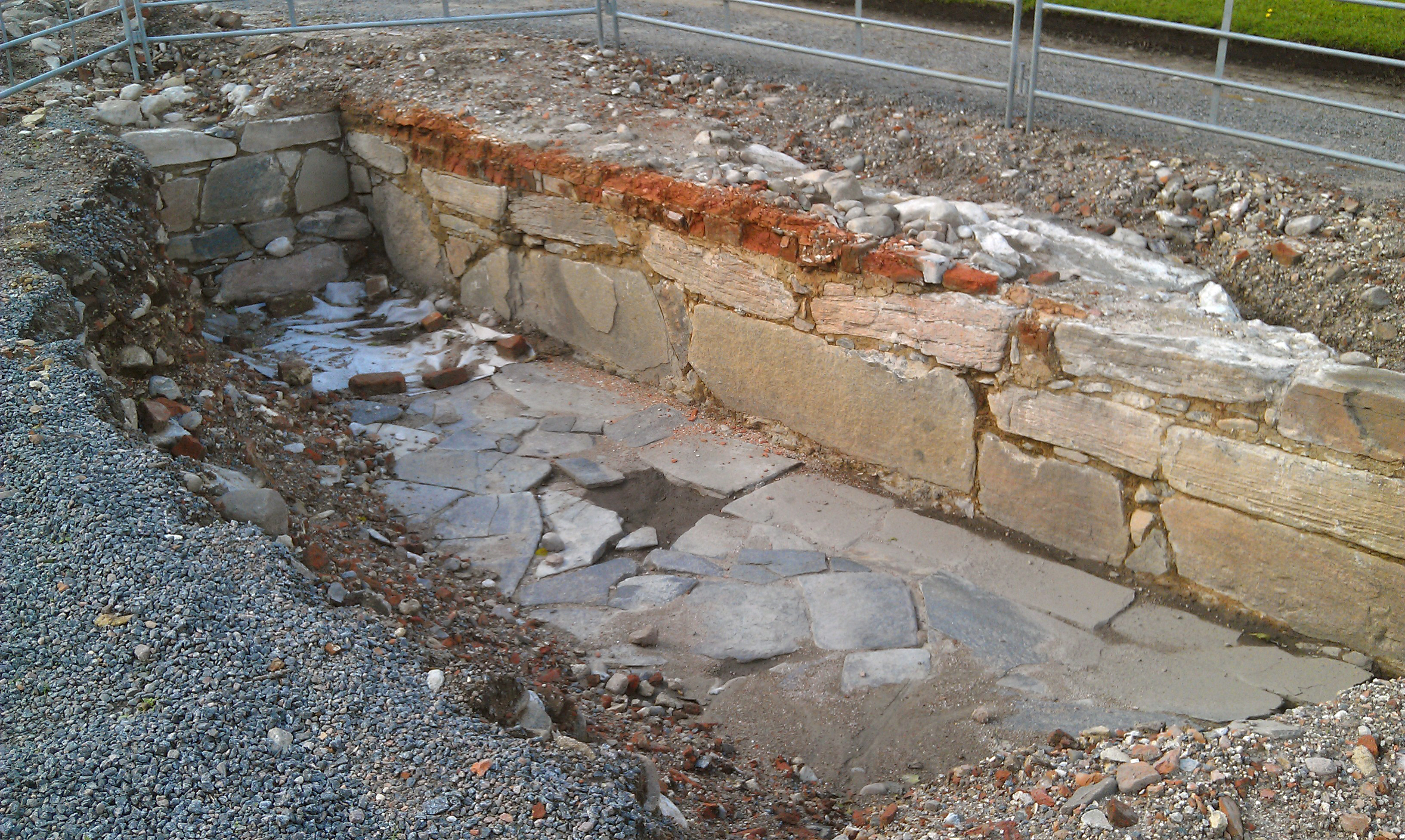
Ausgrabung 2011

Das Kloster wurde nach einer Schenkung des Königshofs durch den späteren König Waldemar II. an den Orden 1192 von Kloster Sorø in Seeland aus der Filiation der Primarabtei Clairvaux und Kloster Esrom gestiftet und ab 1194 errichtet. Im Kloster wurden mehrere Kinder von König Magnus Eriksson und Königin Blanche von Namur begraben. Das Kloster wurde im Jahr 1535 im Zuge der Grafenfehde zerstört. Der Südostteil der Anlage wurde im Jahr 2011 ausgegraben.